# سفارة البرازيل في التشيك
سفارة البرازيل في التشيك هي أرفع تمثيل دبلوماسي لدولة البرازيل لدى التشيك. تقع السفارة في براغ وهي تهدف لتعزيز المصالح البرازيلية في التشيك.

## وصلات خارجية
- قائمة سفارات البرازيل
- قائمة السفارات في التشيك